# Brotvermehrungskirche

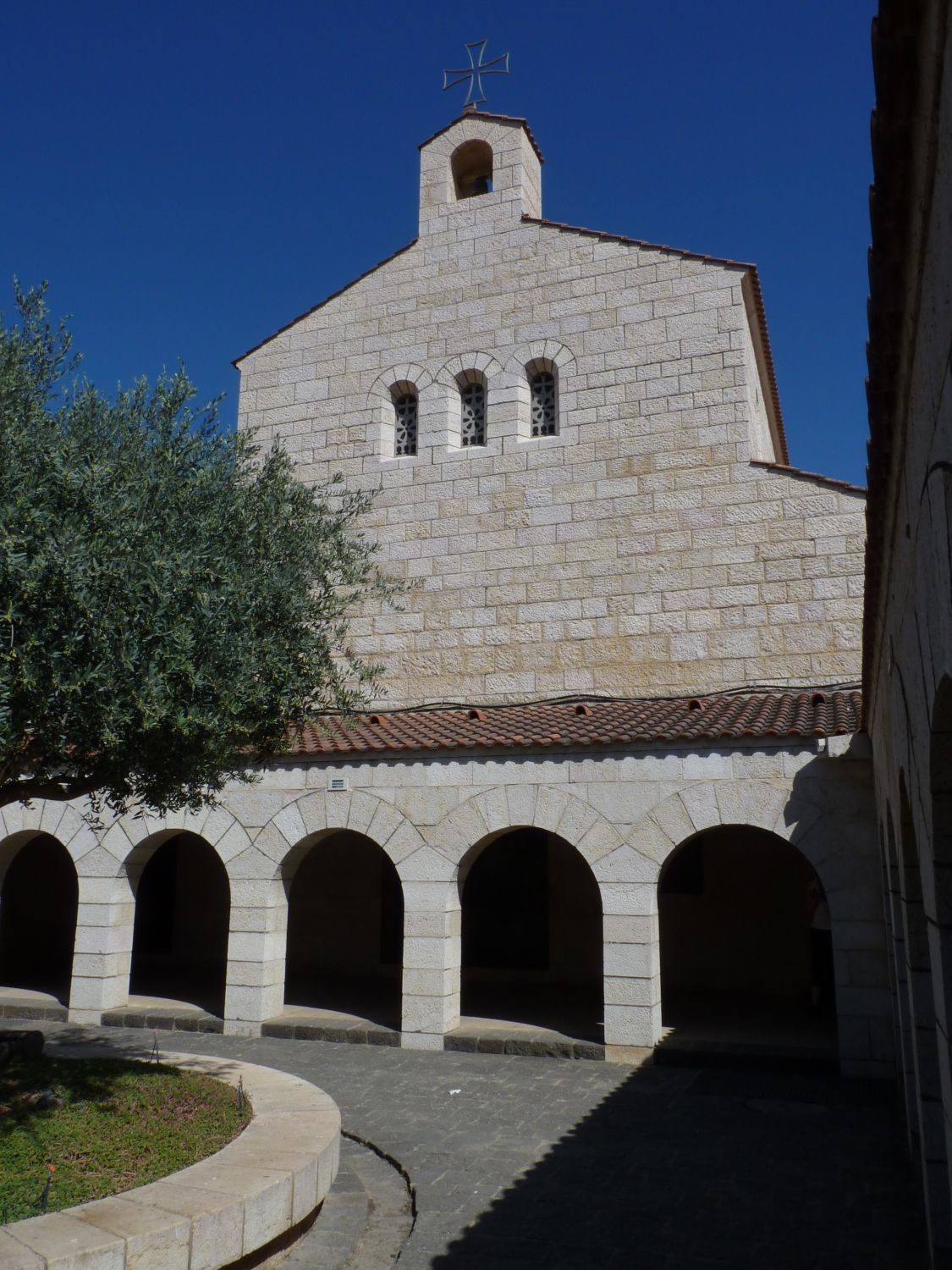
Brotvermehrungskirche vom Kreuzgang aus gesehen

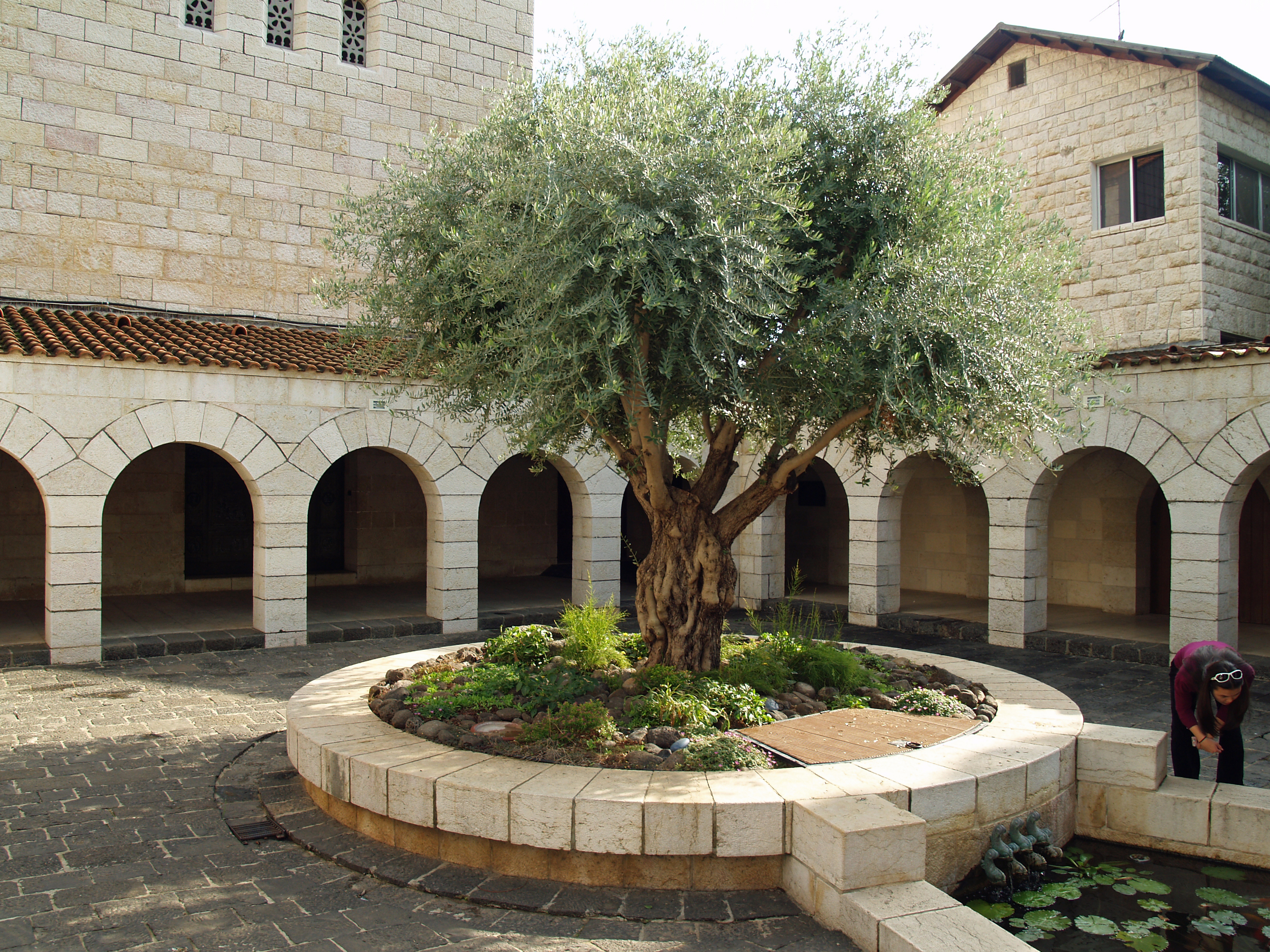
Innenhof des Kreuzgangs vor der Brotvermehrungskirche

Die Brotvermehrungskirche ist eine römisch-katholische Kirche im westlichen Teil von Tabgha am Nordwestufer des See Genezareth und ist dem Matthäusevangelium zufolge der Ort, wo nach dem  die wundersame Brot- und Fischvermehrung bei der Speisung der Fünftausend stattfand (Mt 14,13–21 ).
Die heutige Kirche gehört zum Benediktinerpriorat Tabgha und wurde von 1980 bis 1982 im byzantinischen Stil errichtet. Zuvor befanden sich an derselben Stelle zwei Vorgängerbauten aus dem 4. und 5. Jahrhundert. Am Morgen des 18. Juni 2015 wurde das Atrium der Brotvermehrungskirche durch Brandstiftung schwer geschädigt, 16 jüdische Siedler wurden verhaftet.
Direkt an die Kirche angeschlossen ist das zur Jerusalemer Dormitio-Abtei gehörende Benediktinerpriorat. Auf dem Gelände befindet sich außerdem eine Behinderten- und Jugendbegegnungsstätte und die heutige Deutung des biblischen Ortes Dalmanutha. In direkter Nachbarschaft liegen die Primatskapelle und das Pilgerhaus Tabgha.

## Geschichte
1889 erwarb der Palästinaverein der Katholiken Deutschlands das Gelände. 1892 begann eine erste archäologische Untersuchung. Weitergehende Ausgrabungen fanden 1932 und 1936 statt, unter der Leitung von Alfons Maria Schneider und A.E. Mader im Auftrag des Jerusalemer Instituts der Görres-Gesellschaft. Dabei wurden Mosaikböden aus dem 4. und 5. Jahrhundert entdeckt. Bis 1936 waren die Mosaiken freigelegt und zum Schutz mit einer Notkirche überbaut.

## Die Mosaiken

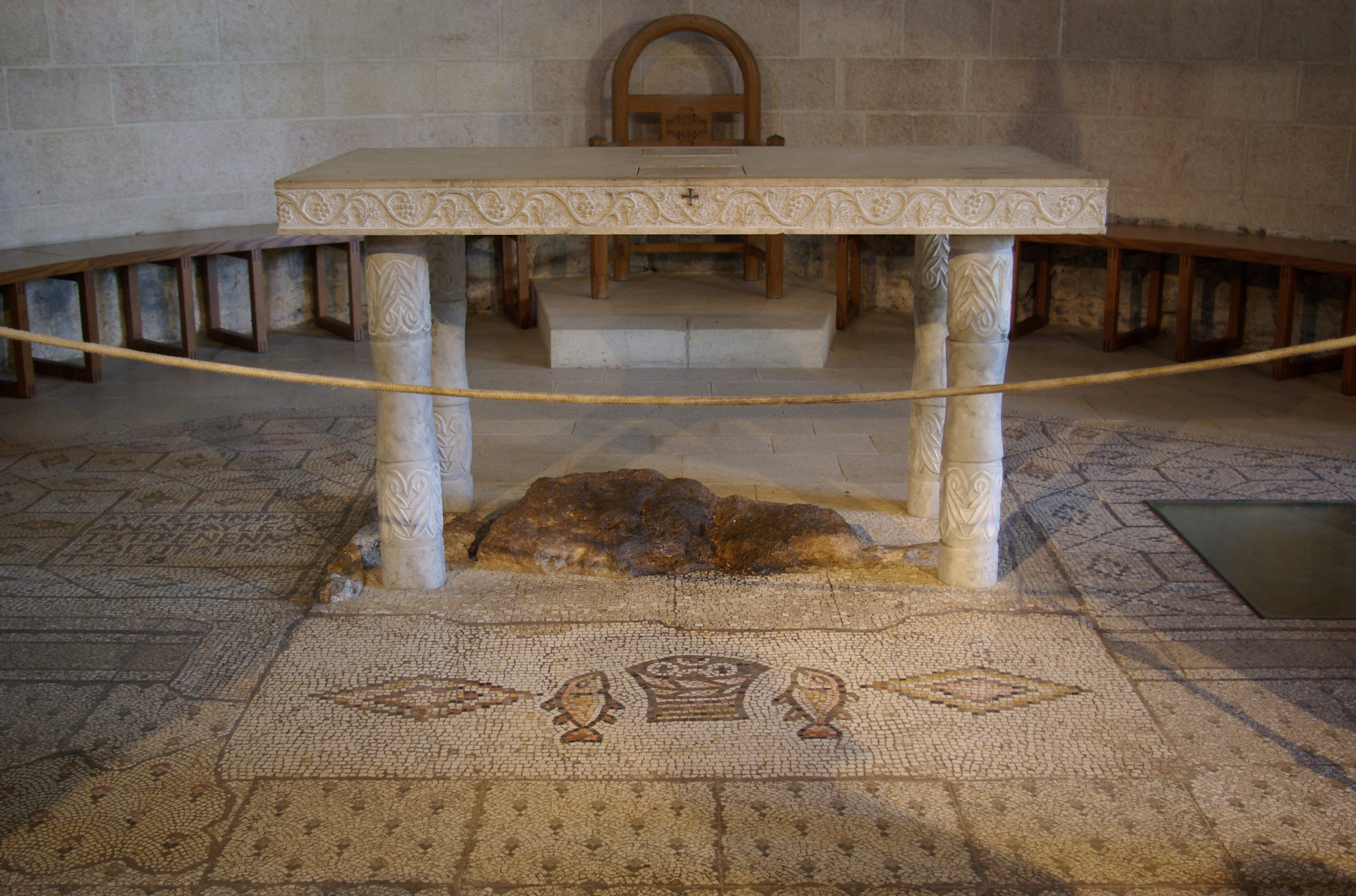
Moderner Altar über dem versetzten Felsstück und der Darstellung des Mosaiks aus dem 5. Jahrhundert mit Brot und Fischen

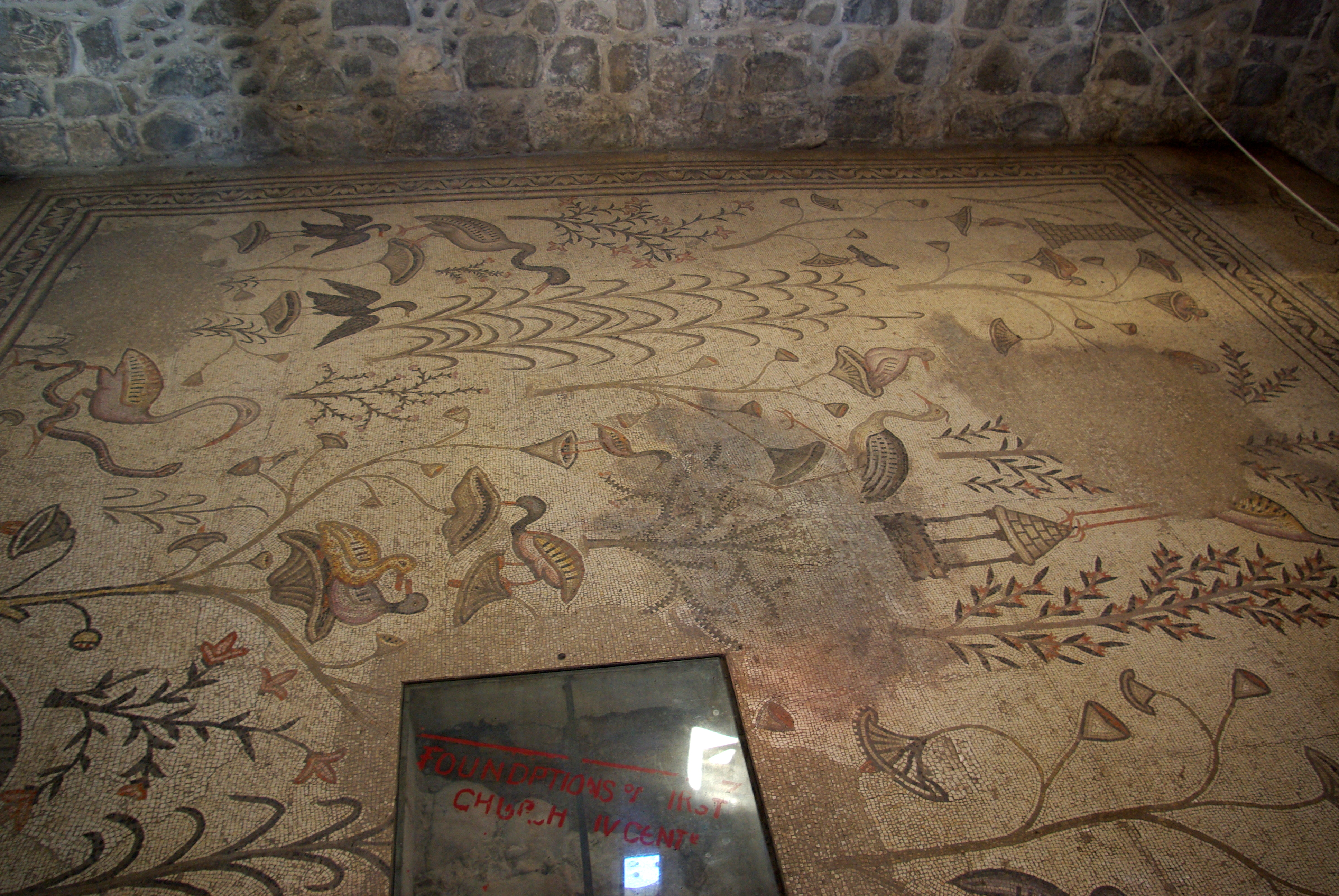
Mosaik im nordöstlichen Teil der Kirche über den Resten des Kirchenbaus aus dem 4. Jahrhundert

Die gesamte Anlage der Brotvermehrungskirche war ursprünglich mit Mosaiken ausgelegt. Diese Mosaiken aus dem zweiten byzantinischen Bau sind erhalten. Der Bodenaufbau besteht zunächst aus faustgroßen Steinen, auf die eine Schicht grober Kiesmörtel (rudu) aufgetragen wurde und die mit einer feinen Schicht aus grobem Kalkmörtel bestrichen wurde. Die Mosaikwürfel sind aus Kalksteinen im Farbspektrum von Blauschwarz bis Weiß. Nur Blau und Grün fehlen. Die Mosaiken entstammen unterschiedlichen Zeitperioden. Von besonderer künstlerischer Qualität sind die Darstellungen von Wasservögeln und Sumpfpflanzen in den Seitenschiffen und im Querschiff. Sehr bekannt ist das Mosaik am Altar, das einen Korb mit vier Broten (das fünfte Brot ist sinngemäß das bei der Eucharistie verwendete) und je einem Fisch links und rechts davon zeigt. Das Motiv findet sich häufig auf Keramiksouvenirs und Postkarten für Touristen. Der Stein unter dem Altar wird als die Stelle verehrt, auf der Jesus vor der Brotvermehrung die Brote und Fische abgelegt haben soll. Die Mosaiken der Kirche werden auf die Mitte des 4. Jahrhunderts datiert, das berühmte Brot-und-Fische-Mosaik ist als spätestes wohl auf das beginnende 5. Jahrhundert zu datieren.

## Heutiger Bau
Das heutige, dem byzantinischen Stil nachempfundene Kirchengebäude mit vorgelagertem Atrium und Narthex wurde 1980 bis 1982 von den Kölner Architekten Anton Goergen und Fritz Baumann auf den Grundmauern aus dem 5. Jahrhundert errichtet; stellenweise sind noch die alten schwarzen Basaltmauern zu erkennen. Die hellen Kalksteine für den Kirchenbau stammen aus Taiyiba, einem überwiegend christlichen Dorf, an der Straße von Jericho nach Ramallah. Der offene Dachstuhl stammt aus Deutschland und die roten Ziegeln aus Italien. Das Portal der Kirche wurde von dem deutschen Bildhauer Elmar Hillebrand gestaltet.
Am 23. Mai 1980 erfolgte die Grundsteinlegung für die heutige Brotvermehrungskirche durch Giacomo Beltritti, den Lateinischen Patriarchen von Jerusalem. Am 23. Mai 1982 folgte ihre Weihe durch Joseph Kardinal Höffner, Präsident des Deutschen Vereins vom Heiligen Lande.
Am 17. Juni 2015 wurde die Kirche Opfer eines Brandanschlags durch sechzehn Jugendliche, die alle aus jüdischen Siedlungen im Westjordanland stammen. Ein Mönch und eine Volontärin wurden dabei leicht verletzt, ein hebräisches Graffiti mit dem Inhalt „Götzendiener müssen vernichtet werden“ wurde auf die Wände geschmiert. Der Eingangsbereich wurde stark beschädigt, die Pforte und das südliche Atrium komplett zerstört.